# Образование в Мозамбике
Образование в Мозамбике состоит из трёх основных этапов: начальное, среднее и высшее. К 2013 году уровень грамотности составил 48% Самый крупный и старейший университет — Университет имени Эдуарду Мондлане в Мапуту, основанный в 1962 году. Несмотря на наличие национальной системы государственного образования,образовательные программы и инициативы в Мозамбике в основном финансируются и поддерживаются международным сообществом. По данным USAID по состоянию на 2009 год в Мозамбике всё еще не хватало школ и учителей, чтобы гарантировать образование для молодёжи страны. По состоянию на 2021 год, по оценкам всемирной книги фактов ЦРУ, только 63,4 % населения в возрасте от 15 лет и старше умеют читать и писать из них 74,1 % мужчин и 53,8 % женщин.

## История

### Колониальный период
До и во время колониального периода образование коренных африканцев в Португальской Восточной Африке было по существу неформальным, а обряды инициации внутри племён были единственным формальным элементом. Однако, формальное образование в мусульманских городах, в основном на севере страны давали медресе. Они были ориентированы на знание Корана и арабского языка. В областях, находившихся под контролем или влиянием Португалии, школьное образование также было неразвито. С XVII века португальцы и небольшое количество африканцев получали базовый уровень образования в миссионерских школах, где им также прививали португальские культурные и религиозные ценности, также многие дети португальцев и африканских князей отправлялись получать образование в Гоа или Португалию. Небольшое количество образованных африканцев означало отсутствие грамотных рабочих, причём этот недостаток частично восполняли индийцы 
Рост образовательной деятельности иностранных миссионеров побудил к введению в 1907 году различных мер контроля: отныне образование могло вестись только на португальском или родном языке, а школы и учебники подлежали утверждению правительством.
В 1927 был образован класс ассимиладо — африканцев, которые среди всего прочего должны были свободно владеть устным и письменным португальским языком. Однако этот класс оставался небольшим: даже к началу 1970-х годов уровень грамотности составлял лишь 5%. Утверждалось, что португальские власти намеренно отказывали в обучении африканскому населению, чтобы предотвратить рост движения за независимость, и что образование предоставлялось только избранным, с целью оторвать их от остального населения.
В 1930 году система образования состояла из 47 начальных школ (28 государственных и 19 католических) с 11 217 учениками, разделёнными примерно поровну между португальцами и африканцами; 186 элементарных школ, в которых преподавали базовый португальский язык, и где обучались чуть менее 30  000 африканцев (ещё 8 132 ученика в элементарных школах, которыми руководили иностранные миссионеры); и одна средняя школа в столице, в которой обучались 164 европейца, 26 индийцев, 17 мулатов и 1 африканец.
Такое образование, предоставленное африканскому населению, было в значительной мере направлено на повышение их пригодности в качестве работников: в Accordo Missionário 1940 года, в котором излагались условия предоставления образования церковью, заявлялось, что образование должно было
«На высоком уровне обучить коренных жителей национальным и моральным идеалам, а также навыкам и способностям к работе.. Под моральными идеалами понимается отказ от праздности и подготовка будущих сельскохозяйственных рабочих и ремесленников».
Однако португальцы расширили возможности образования к концу колониального периода: количество школ адаптации (преемников элементарных школ) выросло с 1 122 в 1951 году до 2 563 в 1958. Однако даже здесь преобладала роль образования для белого меньшинства, и к 1962 году только 25% населения имели какое-либо образование. В 1964 году посещение школы стало обязательным для всех детей, живших в пределах трёх миль от школы, хотя из-за отсутствия помещений это было нельзя полностью реализовать.

### Эпоха ФРЕЛИМО
ФРЕЛИМО предприняла шаги по развитию образования ещё до начала войны за независимость Мозамбика. Школа для мозамбикских ссыльных была основана в Дар-эс-Саламе в 1960-х годах, хотя к 1967 году в ней всё ещё училось только 150 учеников. Школа прекратила своё существование в 1969 году, после убийства Эдуардо Мондлане.
Когда организация взяла в 1970-х годах Мозамбик под свой контроль, она способствовала образованию как взрослых, так и детей. Особенно поощрялась грамотность среди женщин. К 1971 году в районах страны, контролируемых ФРЕЛИМО  насчитывалось 20 000 учащихся, а к 1977 году школу посещала 1,3 миллиона детей. К 1978 году организация утверждала, что уровень грамотности по стране составлял 15%. Однако, стремление к развитию образования пострадало из-за нехватки подготовленных учителей и из-за практической необходимости для многих учеников проводить время за сельскохозяйственными работами а не за учёбой.
Последующая гражданская война в Мозамбике (1977—1992) также сказалась на образовательной деятельности. Школы, как часть государственной инфраструктуры, были частью атак RENAMO. а уровень грамотности упал с 20% в 1983 году до 14% в 1990. Ситуация улучшилась в 1992 году, после окончания войны, и в 1998 году ООН оценила уровень грамотности в стране в 40%, однако этот показатель среди женщин всё ещё был вдвое меньше, чем среди мужчин. Зачисление в учебные заведения также сокращалось на более высоких ровнях: в 1997 году 66,8% детей были зачислены в начальную школу, 6,9% — в среднюю, и только 0,3% — в высшие учебные заведения.

## Начальное и среднее образование
Образование является обязательным и бесплатным в возрасте до 12 лет, но взимается плата за зачисление в школу, что является обузой для многих семей. Семьи, живущие ниже черты бедности, могут получить справку об освобождении от оплаты. Обеспечение соблюдения законов об обязательном образовании непоследовательно из-за нехватки ресурсов и нехватки школ для старшеклассников
В 2002 году общий показатель охват начальным образованием составлял 100%, а чистый показатель охвата начальным образованием — 55%. Валовые и чистые показатели охвата школьным образованием основаны на количестве учеников, официально зарегистрированных в начальной школе, и поэтому не обязательно отражают фактическую посещаемость. В 1996 году 51,7% детей в возрасте от 7 до 14 лет посещали школу. По состоянию на 2001 год 49% детей пошедших в школу, могли дойти до пятого класса. В конце 2003 года около 370 000 детей остались сиротами из-за СПИДа.
В 2007 году один миллион детей по-прежнему не ходили в школу, большинство из них принадлежат к бедным сельским семьям, и почти половина всех учителей в Мозамбике не имели квалификации. Зачисление в школу девочек увеличилось с 3 миллиона в 2002 году до 4,1 миллиона в 2006, в то время как показатель завершения обучения увеличился с 31 000 до 90 000, что свидетельствует о его чрезвычайно низком уровне.

## Высшее образование

### История
Высшее образование всегда было доступно небольшому количеству мозамбикцев. В 1996 году в стране было только 40 студентов на 100 000 жителей, по сравнению с 638 в Зимбабве и 5 339 в США. Первое высшее учебное заведение было основано в 1962 году, а в 1968 ему был присвоен статус университета (Университет Лоренсу-Маркиш). Обучались в нём в подавляющем большинстве белые, и в 1975 году,на момент обретения независимости в нём училось только 40 африканских студентов. Первоначально, независимость вызвала массовый отток преподавателей и студентов, число студентов в университете, переименованном в  Университет имени Эдуарду Мондлане (UEM), упало с 2433 в 1975 году, до 750 в 1978. В то время в Мозамбике было только 10 учителей, многие вакансии занимали уроженцы стран социалистического блока; университет того времени описывали как «поистине Вавилонскую башню». С тех пор процент иностранных преподавателей в университете неуклонно снижался до 33% в 1991 году, а затем до 14% в 2001. В 1980-е годы многие студенты из Мозамбика получали высшее образование в Восточной Европе и Советском Союзе.
Чтобы увеличить в стране количество квалифицированных учителей, в 1980 году в университете был основан педагогический университет, заменённый основанным в 1985 году вторым вузом страны Universidade Pedagógica (UP). Третий вуз Высший институт международных отношений (ISRI), был основан в 1986 году для подготовки дипломатов.
Частично из-за создания частных университетов количество студентов выросло с менее чем 4 000 в 1990 году до почти 12 000 в 1999. Тем не менее UEM и UP остаются крупнейшими высшими учебными заведениями, в которых обучается примерно 7 000 и 2 000 соответственно, по сравнению с примерно 1 000 студентов в UCM и ISPU.

### Доступность
Юношей среди студентов почти в два раза больше, чем девушек (1,1:1 в 1999 году); это несоответствие серьёзнее выражено в государственных университетах где оно составляет 3:1. Также в доступе к образованию присутствует существенное классовое неравенство. У учащихся высших учебных заведений непропорционально выше вероятность, что португальский язык является у них родным, и они гораздо чаще, чем население в целом, имеют образованных родителей. Два крупнейших университета в стране имеют заметно различающиеся модели охвата: почти 60% студентов UEM происходят из городских районов, а четверть — из сельских, в то время как для UP эти пропорции обратные.
До 1990 года доступ к высшему образованию в UEM был гарантирован для всех, кто окончил среднюю школу. Ситуация изменилась в следующем году с введением вступительных экзаменов. Спрос на поступление в университет сейчас существенно превышает предложение: в 1999 году на 2 342 места претендовали 10 974 человека. Этот избыточный конкурс характерен только для государственных вузов, а в негосударственных институтах количество абитуриентов и мест примерно одинаково.

### Показатели завершения
Показатели завершения образования в вузах Мозамбика чрезвычайно низки. В конце 90-х только 6,7% студентов UEM и 13,1% студентов UP завершили обучение. Предполагается, что разницу между двумя этими показателями можно отнести к требованию UEM о написании дипломной работы. Низкая доля студентов, заканчивающих учёбу, н самом деле может быть признаком успеха, поскольку многие студенты находят работу до окончания учёбы и поэтому не чувствуют необходимости официально закончить обучение.

### Неправительственные вузы
Появление неправительственных вузов вызвало некоторые споры. Их критиковали за мотивацию (финансовую и религиозную, а не чисто образовательную) а также за то, что туда уходило много учителей из государственного сектора. Многие учителя работают неполный рабочий день в частных учебных заведениях в дополнение к своей работе в правительственных, поэтому утверждалось, что частные университеты, по крайней мере, увеличивают объём предоставляемого образования.